# 銀本位制

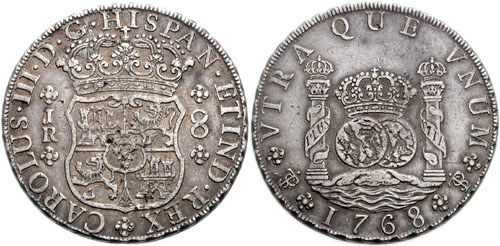
本位銀貨として広く流通した"メキシコドル"
1768年銘 ポトシ鋳造

銀本位制（ぎんほんいせい、silver standard）とは、一国の貨幣制度の根幹を成す基準を銀と定め、その基礎となる貨幣、すなわち本位貨幣を銀貨とし、これに自由鋳造、自由融解を認め、無制限通用力を与えた制度である。この場合、その国の通貨は一定量の銀の量を持って表すことができ、商品の価格も銀の価値を標準として表示される。

## 中国

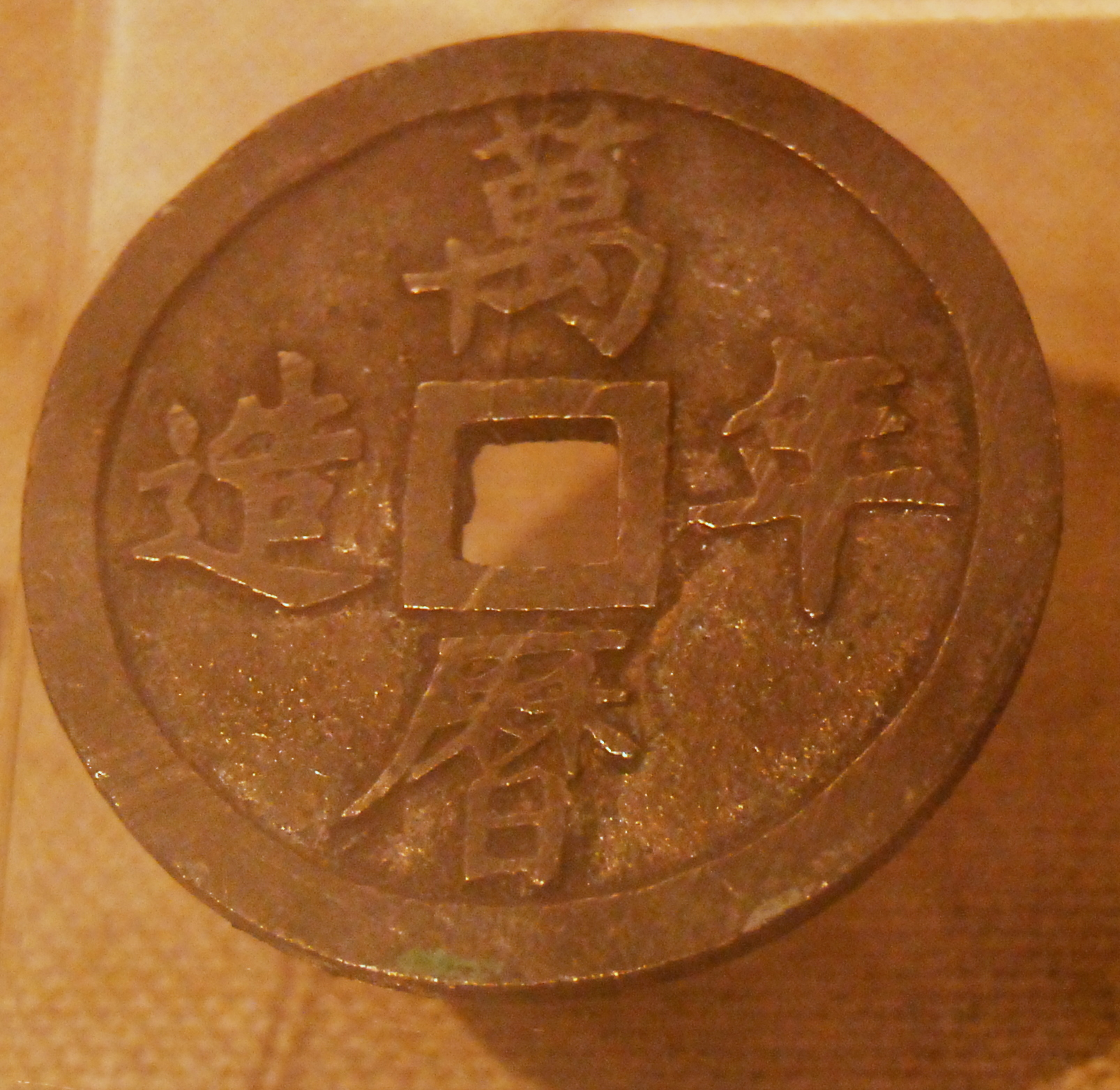
万暦帝の時代に鋳造された銀貨「萬暦年造」

明代に「一条鞭法」という租税銀納制度が洋銀（メキシコドル・墨銀）の流入により実施可能となっており、ここに銀本位制度の下地があった。15世紀において、明が支払いを銭から銀に変えたことは、結果として、日本国内において中国銭に対する信用不安を生じさせることとなった（「銭貨」の歴史を参照）。
歴史上代表的な銀本位制国家としては、清ならびに1935年までの中華民国がある。清では、少額の取引には制銭と称される官製の銅貨が流通したが、高額取引においては銀錠（馬蹄銀ともいう）とよばれる高品質の銀塊が秤量して用いられた。銀錠は政府が鋳造するのではなく銭荘という伝統的金融機関において自由鋳造にまかされており、貨幣と言うより銀のインゴットに近いものであった。清末期には洋銀や日本の1円銀貨とほぼ同じ銀含有量の銀元（単位・圓）も発行されるようになり、中華民国においては本位貨幣とされた。後に世界恐慌による金融市場の混乱による銀の流出を受けて1935年に銀本位制を放棄（管理通貨制度に基づく法幣導入）をしたので、最終的に銀本位制を採る国々はほとんど無くなった。

## ヨーロッパ諸国
カロリング朝において金本位制から銀本位制に変わったことは、ヨーロッパの通商の衰えを示すものとされる。ただし、11、2世紀には商業が盛んになり、13、4世紀には大繁栄し、「通商の復活」といわれるようになる。
アメリカ大陸で鉱床が見つかるまではドイツとオーストリアだけで世界の銀産出量の4分の3を占めた。19世紀、ヨーロッパ諸国の多くは金銀複本位制を採っていた。しかし銀産出高の増加や輸入銀により銀の市場価格が下落して金銀比価が開いた。この場合、銀貨を流通させて金貨を退蔵した方が有利なため（グレシャムの法則）、次第に事実上の銀本位制となった。
この時期の銀の市場価格の変動は大きく、大不況 (1873年-1896年) の手前から下落傾向が著しかった。1870年から1910年にかけて、世界の銀生産量は5倍にふくれていた。これは電解精錬による増産である。1910年をすぎると実に7割が鉱石精錬の副産物として得られた。ここでいう鉱石とは銀鉱石ではなく、銅・鉛・亜鉛・コバルトのそれである。特に北米での銀産出量においては、それら工業用金属の副産物として生産される銀が高い割合を占めた。
イングランド銀行は1816年すでに金本位制を採用していた。しかし銀価格の低落により、アジアへ進出していたオリエンタル・バンクなどのイギリス系大銀行は大きな損害を蒙った。1865年12月すでにラテン通貨同盟は5フラン銀貨の無制限通用を協定していたが、1872-73年の下落傾向に驚いて1874年1月に5フラン銀貨の鋳造制限を約した。アメリカでは貿易銀のインフレを阻止するため1ドル銀貨を設けた。1890年のシャーマン銀購入法で銀本位制に戻りかけたが、1900年に金本位制を再確認した。
北米が輸出する大量の銀が、やがて世界に深刻な影響を与えた。1933年のロンドン世界経済会議において、ピットマンが銀協定をとりまとめた。協定の結ばれた当時は世界の半分が銀本位制であった。協定では、インド・中国・スペインなどの新興銀産出国の出荷量を制限し、他方でアメリカ・オーストラリア・カナダ・メキシコなどの銀輸入国が価格安定に協力することになった。
このように価格を支えられた銀は、第一次世界大戦下のフランスで輸出が禁じられ、現代まで流通した。ベルギーの銀貨はやや寿命が短く、1955年まで使われた。しかしフランスでは1974年まで、スイスでは1971年まで銀貨が使われた。このころニクソン・ショックが起きている。ブレトンウッズ体制から解き放たれた完全な管理通貨制度において、生産力の鬱積していた銀は市場へ放出された。1980年3月27日、いわゆる銀の木曜日に銀価格は暴落している。

## 日本における事実上の銀本位制
日本の江戸時代においては、金貨（小判）、銀貨（丁銀）、そして小額貨幣として銭貨がそれぞれ無制限通用を認められるという、いわゆる三貨制度が存在していたが、実態は東日本で主に金貨、西日本で主に銀貨が流通するというものであった。
ただし必ずしも貨幣価値が地金価値を表していたわけではなく、本位貨幣制度で理解することは難しい。室町時代の守護領国制により各地の鉱山が囲い込まれ、続く安土桃山時代においては分国法により貨幣をふくむ物資の流通が制限された。加え特に織田信長は、領地の通貨供給量がまちまちであることに着目して、領地ごとに租税納入を米にしたり鋳貨にしたり制度を変えた。悪銭も状態と相場をその都度決めて流通させた。そして江戸初期から海舶互市新例を敷かなければならないほどに長崎で金銀比価に混乱が生じ、そのまま進行して幕末まで外交問題として引きずった。このような状態にあって、貨幣の額面価値と金属価値を固定対応させるのは不可能であった。
その後1871年6月に「新貨条例」を制定し、形式上は金本位制が採用された。しかし、当時は東洋市場においては銀貨による対外支払いが一般的であったため、1円銀貨（量目は416グレイン）ならびに、当時の洋銀に相当する420グレインの量目の貿易銀を発行し、貿易などの対外支払用貨幣として使用した。
1878年には1円銀貨の国内一般通用が認められ、事実上の金銀複本位制となったが、金貨の退蔵と政府不換紙幣の大量発行によって、金貨はほとんど流通しなくなった。さらに松方デフレ後の1885年には、初の日本銀行券（大黒図案の100円、10円、1円の兌換銀券）による銀兌換が開始され、1897年に正式に金本位制を採用するまで、事実上の銀本位制が継続した。第一次世界大戦後の活況期では金本位制を離脱するも銀貨が流通。1930年の金解禁が失敗して再禁止となってからは管理通貨制度に移行して今日に至っている。ただし1960年代まで100円硬貨は銀貨（臨時補助貨幣）であった。